# Цемески залив
Цемески или Новоросијски залив (рус. Цемесская бухта; Новороссийская бухта) малени је залив и природна лука у североисточном делу акваторије Црног мора, на југозападу Русије. Целом својом акваторијом налази се на територији Краснодарске покрајине, односно њеног Новоросијског и Геленџичког градског округа. У западном делу залива налази се морска лука Новоросијск, друга најважнија руска црноморска лука одмах после Севастопоља. Једина река која се улива у залив је Цемес, малени водоток дужине свега око 14 км. 
Цемески залив је оивичен источном обалом Абрауског полуострва на западу, североисточно и источно ка заливу се стрмо спуштају обронци Маркотских планина. Дужина залива је око 15 км, максимална ширина око 9 км, са отвореним морем је повезан мореузом ширине око 9 км, а укупна дужина обала је око 15 километара. Максимална дубина воде у заливу је 27 метара, просечно око 24 метра, док се у средњем делу залива насупрот рта Пенај налази Пенајски плићак са дубинама воде око 5 метара. Салините се креће у вредностима од око 18‰. Иако се вода у заливу никада не мрзне, саобраћај у зимском делу године јако отежавају јаки удари буре чији поједини удари могу да износе и до 29 м/с. 
У северозападном делу залива се налази град Новоросијск, док је на источној обали село Кабардинка. 
Дана 31. августа 1986. у заливу је дошло до судара путничког пароброда „Адмирал Нахимов” и теретног брода „Петар Васјов” и том приликом погинуле су 423 особе. Била је то једна од највећих поморских катастрофа у акваторији Црног мора..